# Circuit Pau-Arnos
Der Circuit auto et moto Pau-Arnos ist eine permanente Test- und Rennstrecke in der Gemeinde Arnos im Département Pyrénées-Atlantiques in der Region Nouvelle-Aquitaine. Er liegt etwa 20 km nordwestlich der Stadt Pau in Südwest-Frankreich, in der einmal im Jahr der wesentlich bekanntere Stadtkurs Circuit de Pau-Ville für einen Grand Prix genutzt wird.

## Beschreibung

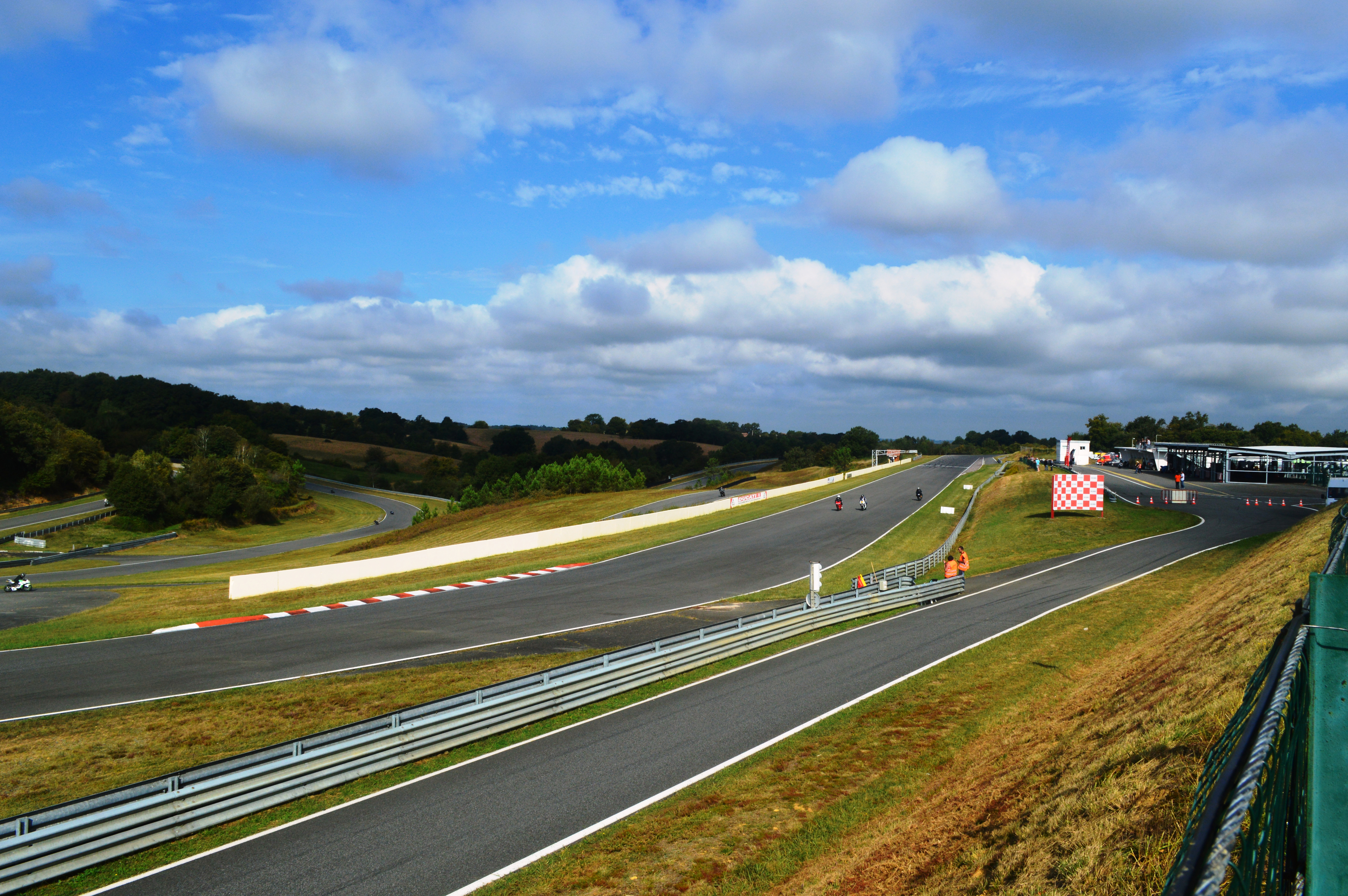
Start-Ziel-Gerade des Circuit Pau-Arnos

Der bis zu 3030 m lange Rundkurs für Automobile und Motorräder wurde 1986 eröffnet. Die Strecke kann über 3 Kurzanbindungen in 5 unterschiedliche Varianten konfiguriert werden. Als Besonderheit weist die Strecke gegenüber Start-Ziel eine Schikane auf die der legendären Corkscrew-Kurve in Laguna Seca nachempfunden ist. 2016 wurde die gesamte Strecke neu asphaltiert. Die separate Kartstrecke ist bis zu 900 m lang.
Die Strecke hat als einer der ersten Kurse weltweit feste Ladesäulen für Elektroautos installiert. Pau-Arnos war zudem lange Zeit das Hauptquartier der geplanten Electric GT-Serie. 2021 richtete man das Finale der ETCR aus.

## Veranstaltungen
Es finden vor allem Fahrtrainings für Breitensportler auf zwei und vier Rädern statt, und kleinere Rennveranstaltungen. Eine Rennfahrerschule hat dort ihren Sitz.
Den inoffiziellen Rundenrekord (1:10,87) stellte Giedo van der Garde 2005 bei Formel-3-Testfahrten auf. Für eine geplante Elektroauto-Rennserie Electric GT mit für den Rennbetrieb modifizierten Tesla Model S P85 wurde Anfang 2017 getestet und gefilmt.
2021 wurde im Zuge der Terminverschiebungen in Folge der weltweiten COVID-19-Pandemie eine Runde des Tourenwagen-Weltcups auf dem Kurs angesetzt. Damit starteten erstmals mit dem Tourenwagen-Weltcup und der ETCR zwei professionelle FIA-Serien auf dem Kurs.